# 中華巴士504線
已停辦的港島空調巴士路線504，由中巴營辦，來往華富（南）及灣仔碼頭，為中巴第二條全空調巴士路線。此路線已於1998年中巴專營權結束後取消，由新巴開辦的晨早特別路線4X取代。

## 歷史
中巴原打算在1990年8月1日起以4輛空調巴士行走來往鴨脷洲／利東及中環之路線，惟被署方以「南區若干其他地方現時尚未有空調巴士服務」為由拒絕。中巴再於7月底建議改用7輛巴士行走來往利東及中環之路線，再因相若的理由被拒。事後中巴暫時擱置拓展鴨脷洲的空調巴士服務，改為開辦服務華富的504線，於1990年9月14日投入服務。
1998年9月1日，1998年中巴專營權結束，此路線被政府勒令取消服務，並由新巴開辦的晨早特別路線4X取代。

## 用車
此路線字軌車為6輛丹尼士禿鷹11米雙層空調巴士（DA）。由於中巴空調巴士不足（970線開辦後尤為嚴重），此路線經常派出現非空調後備車行走，常見車型為利蘭勝利二型（LV），也曾出現過都城嘉慕超級都城型（ML）。當年有巴士迷改編了鄭秀文《放不低》，歌名為《發瘟雞》，諷刺中巴的全空調路線（特別是504）幾乎每天都出現熱狗。

## 行車路線
此路線的官方全程行車里數為11.8公里，行車時間約為33分鐘。（平均行車時速約為21.5公里）

- 往灣仔碼頭方向：途經華富道、薄扶林道、置富道、利牧徑、薄扶林道、山道天橋、干諾道西、干諾道中、夏慤道、紅棉路、金鐘道、軒尼詩道、菲林明道、灣仔碼頭通道
- 往華富（南）方向：途經灣仔碼頭通道、菲林明道、軒尼詩道、金鐘道、德輔道中、域多利皇后街、皇后大道中、皇后大道西、薄扶林道、利牧徑、置富道、薄扶林道、華富道